# Solitude

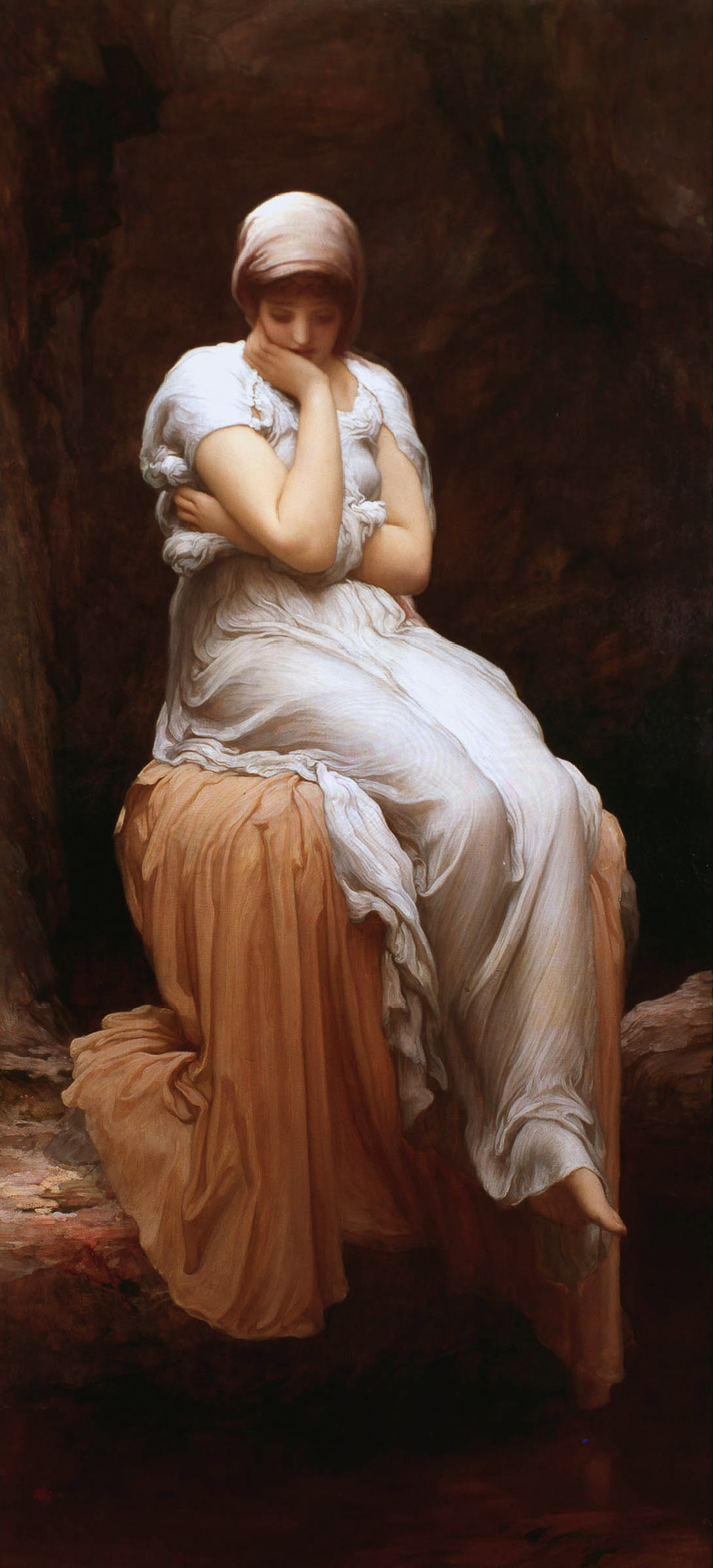
Pintura de Frederick Leighton retratando a solitude

Solitude é um termo poético que se refere à solidão, ou seja, ao estado de privacidade. Pode representar o isolamento e a reclusão, voluntários ou impostos, porém não diretamente associados ao sofrimento. Em inglês, é feita uma distinção entre os termos solitude e loneliness. Nesse sentido, essas duas palavras se referem, respectivamente, à alegria e à dor de estar sozinho.
Solitude pode ser usada positivamente para adicionar oportunidades de meditação, concentração, introspecção ou oração individuais e alcançar um estado de paz e consolo. Na doutrina Católica, em particular com a devoção do Rosário, é possível "encher de oração as jornadas de tantos contemplativos, ou servir de companhia a doentes e idosos e crianças".

## Efeitos psicológicos

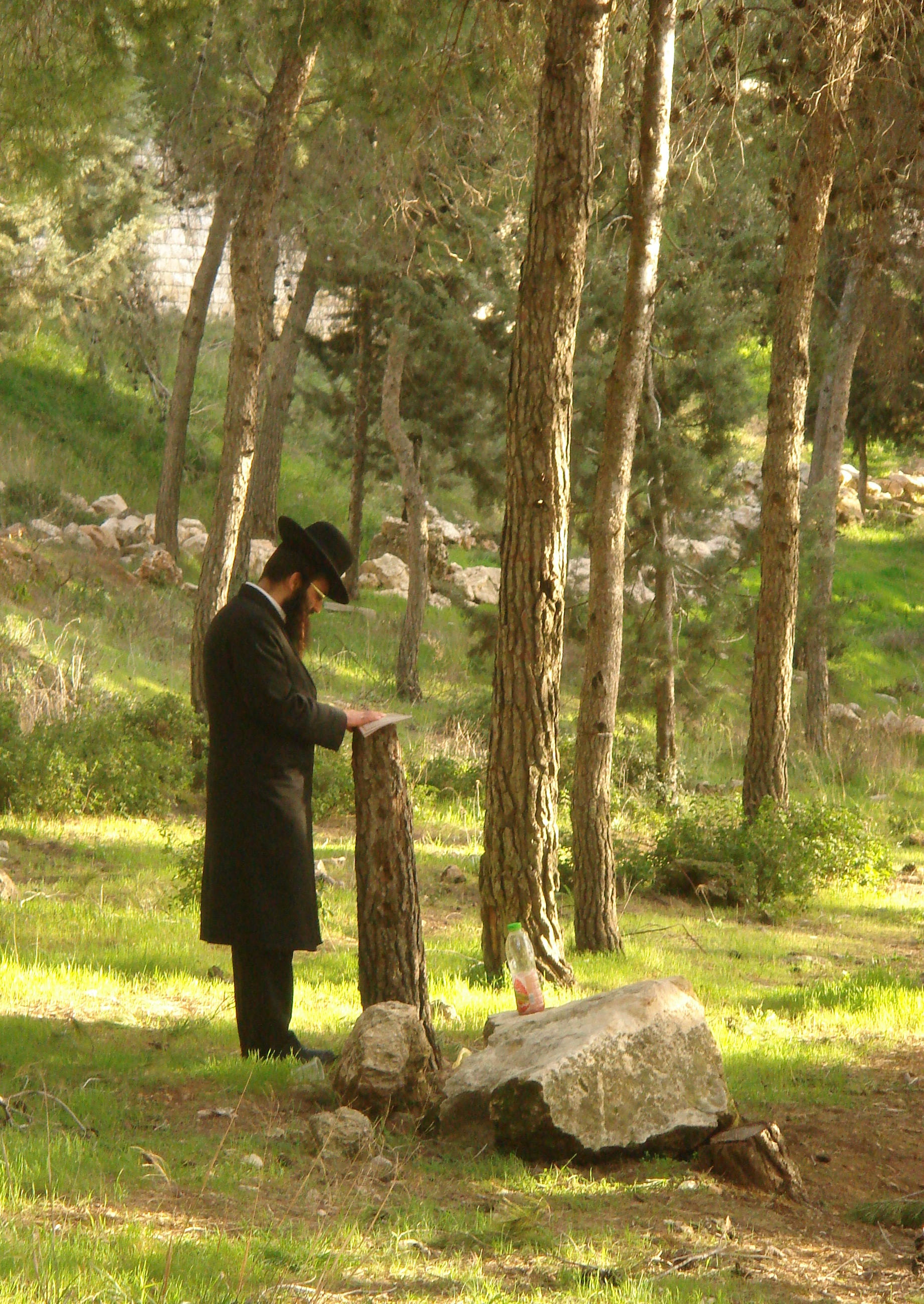
Um homem se isola e ora a Deus na Floresta de Jerusalém

### Efeitos positivos
Há muitos benefícios em passar o tempo sozinho. A liberdade é considerada um dos benefícios da solitude, pois as restrições dos outros não terão nenhum efeito sobre a pessoa em solitude. Com o aumento da liberdade, as escolhas de uma pessoa são menos propensas a serem afetadas pela interação com outras pessoas. A liberdade de distrações tem o potencial de estimular a criatividade. Em 1994, o psicólogo Mihaly Csikszentmihalyi descobriu que os adolescentes que não suportam ficar sozinhos muitas vezes param de aumentar os talentos criativos.
Outro benefício comprovado da solitude é o desenvolvimento de si mesmo ao experimentar mudanças em seu autoconceito, ajudando uma pessoa a formar ou descobrir sua identidade sem distrações externas. A solitude também proporciona tempo para contemplação, crescimento da espiritualidade pessoal e auto-exame. Nestas situações, a solidão pode ser evitada desde que a pessoa em solitude saiba que tem relações significativas com os outros.

### Efeitos negativos
Passar muito tempo sozinho nem sempre é algo benéfico ao indivíduo. Muitos dos efeitos negativos foram observados em prisioneiros.
A reclusão pode desencadear respostas fisiológicas que aumentam os riscos para a saúde.
Os efeitos negativos do isolamento também podem depender da idade. Crianças em idade escolar primária podem reagir negativamente. Isso ocorre principalmente porque, muitas vezes, estar sozinho nessa idade não é algo escolhido pela criança. Crianças podem procurar afastar-se quando elas não têm certeza de como interagir socialmente com os outros, preferindo ficar sozinhas, causando timidez ou rejeição social.
Enquanto os adolescentes são mais propensos a se sentirem solitários ou infelizes quando não estão perto dos outros, eles também são mais propensos a ter uma experiência mais agradável com os outros, se tiverem tempo sozinhos primeiro. No entanto, adolescentes que freqüentemente passam o tempo sozinhos não têm um ajuste global tão bom quanto aqueles que equilibram seu tempo de solidão com seu tempo social.